# Cimitero di Rookwood
Il cimitero di Rookwood (in lingua inglese Rookwood Cemetery, nome ufficiale Rookwood Necropolis) è attualmente il più grande cimitero multiculturale di tutto l'emisfero australe.
Si trova a Sydney, nel Nuovo Galles del Sud, in Australia.
Rookwood è considerato anche un sobborgo di Sydney e si trova a 17 km a ovest dal centro del distretto degli affari della città.
Il cimitero ha un'area di circa 300 ettari e si stima che approssimativamente un milione di persone vi siano state sepolte nel corso della sua storia da quando fu fondato nel 1868.
Nel cimitero ci sono grandi aree dedicate alla sepoltura di persone appartenenti a diversi culti, esiste infatti il settore cattolico, quello anglicano, il settore ebraico e quello musulmano, un settore chiamato "indipendente" e vi si aggiungono il cimitero di guerra e anche un crematorio (The Rookwood Crematorium) che è il più antico e ancora funzionante crematorio dell'Australia.